# Карл Райнер
Карл Райнер (англ. Carl Reiner, 20 березня 1922, Нью-Йорк — 29 червня 2020, Беверлі-Гіллз) — американський актор, режисер, продюсер, сценарист, письменник та комедіант. За свою кар'єру він виграв дев'ять премій «Еммі» а також премію «Греммі»; єдиний, хто з'являвся у всіх п'яти «The Tonight Show».
Він найвідоміший за ролями у фільмі «Одинадцять друзів Оушена» і його продовженні.

## Біографія

### Кар'єра
Карл Райнер почав свою кар'єру у п'ятдесяті з участі у декількох мюзиклах на Бродвеї. Опісля він брав участь у кількох популярних у той час телешоу. 1959 року він розробив хітове шоу під назвою «The Dick Van Dyke Show», яке виходило протягом п'яти сезонів. Він також з'являвся як актор в інших телепроєктах.
Він відіграв значну роль на початку кар'єри Стіва Мартіна, був автором і режисером чотирьох фільмів з його участю. Крім цього, він випустив кілька книг.
В останні роки він активно з'являється у популярних серіалах, наприклад, «Два з половиною чоловіки», а також знімається як запрошена зірка в ситкомі «Красуні в Клівленді».

### Приватне життя
24 грудня 1943 року Райнер одружився зі співачкою Естель Лебост. Були одружені 64 роки, аж до самої її смерті, та мали трьох дітей — Роберта, Лукаса та Сильвію-Енн. На момент укладення шлюбу йому було 21 рік, а їй 29. Естель померла природною смертю у своєму будинку 25 жовтня 2008 року у віці 94 років.

## Фільмографія
- 1977 : «О, Боже!» / (Oh, God!)
- 1978 : «Один-єдиний» / (The One and Only)
- 1982 : «Мертві спідниць не носять» / (Dead Men Don't Wear Plaid)
- 1983 : «Людина з двома мозками» / (The Man with Two Brains)
- 1984 : «Моє друге я» / (All of Me)
- 1985 : «Літо напрокат» / (Summer Rental)
- 1987 : «Літня школа» / (Summer School)
- 1990 : «Брати і сестри» / (Sibling Rivalry)
- 1993 : «Фатальний інстинкт» / (Fatal Instinct)
- 1997 : «Це давнє почуття» / (That Old Feeling)